# Tweede Kamerverkiezingen 1848
De Tweede Kamerverkiezingen 1848 waren verkiezingen voor de Nederlandse Tweede Kamer. Zij werden gehouden op 30 november 1848.
In 1848 was de Grondwet gewijzigd. De leden van de Tweede Kamer werden nu rechtstreeks gekozen door de kiesgerechtigde bevolking. Tevens werden kiesdistricten ingesteld; een Kieswet, die in 1850 in werking trad, regelde voortaan de details.
In afwachting van deze Kieswet bevatte de Grondwet een voorlopig kiesreglement, zodat de eerste directe verkiezingen al in november 1848 konden plaatsvinden.
In 1848 werd Nederland verdeeld in 68 enkelvoudige kiesdistricten. Het absolute meerderheidsstelsel was van kracht, waarbij een kandidaat in de eerste ronde de absolute meerderheid van de stemmen moest behalen om gekozen te worden; behaalde geen der kandidaten deze meerderheid, dan volgde een tweede ronde tussen de twee hoogst geëindigde kandidaten.

## Uitslag

### Opkomst
|                  | 1848   | 1848  |
| # stemmen        | %      |       |
| ---------------- | ------ | ----- |
| Kiesgerechtigden | 55.728 |       |
| Niet opgekomen   | 10.923 | 19,60 |
| Opkomst          | 44.805 | 80,40 |

### Verkiezingsuitslag naar groepering[4]
| Groepering               | Zetels |
| ------------------------ | ------ |
| Thorbeckianen            | 20     |
| Liberalen                | 19     |
| Conservatief-liberalen   | 9      |
| Gematigd liberalen       | 8      |
| Conservatief-katholieken | 5      |
| Conservatieven           | 5      |
| Antirevolutionairen      | 1      |
| Separatisten             | 1      |
| Totaal                   | 68     |

### Gekozen leden
*1848 · *1850 · **1852 · *1853 · **1854 · **1856 · **1858 · **1860 · **1862 · **1864 · **1866 (I) · *1866 (II) · *1868 · **1869 · **1871 · **1873 · **1875 · **1877 · **1879 · **1881 · **1883 · *1884 · *1886 · *1887 · *1888 · 1891 · *1894 · 1897 · 1901 · 1905 · 1909 · 1913 · *1917 · *1918 · 1922 · 1925 · 1929 · *1933 · 1937 · *1946 · *1948 · 1952 · 1956 · *1959 · 1963 · *1967 · 1971 · *1972 · 1977 · 1981 · *1982 · 1986 · *1989 · 1994 · 1998 · 2002 · *2003 · *2006 · *2010 · *2012 · 2017 · 2021 · *2023
* Algemene verkiezingen in verband met (vervroegde) ontbinding van de Tweede Kamer
** Periodieke verkiezingen in verband met het einde van de zittingstermijn van de helft van de Tweede Kamerleden